# 兰格模型
兰格模型（英語：Lange model）或称兰格-勒纳理论，是新古典經濟學派基于生产资料公有制的社会主义经济所构建的理论模型。这一模型中，某一公共实体（通常指国家）拥有所有的非劳动生产要素，市场则用以分配终级产品和消费品，整个经济体通过不断试错的方式决定生产计划的目标函数，以达成經濟均衡和帕累托最优。
兰格模型的一个重要前提假设就是，若所有生产由一个公共实体（例如国家）来实施，且价格机制正常运转，经济体总会和完全竞争下的市场经济一样保持帕累托最优（亦称帕累托均衡）。不同于资本主义模型，兰格模型中，商品透过企业管理者直接将价格设定于边际成本而进行分配，从而实现帕累托最优；而资本主义社会中，企业一方面努力使得企业主的利润达到最大化而努力增加价格，另一方面受到市场竞争下产生的价格压力而调整价格，从而在这一博弈中实现供需信号的传递，而间接达到帕累托最优。
兰格模型突破了高度集中的计划经济的苏联式社会主义模式，首次提出了市场社会主义这一概念。

## 发展历程

### 社会主义计算争论
20世纪20到30年代，经济学界对于社会主义所宣扬的公有制经济的可行性产生了辩论，亦即社会主义计算争论：不同的理论被提出支持或者反驳社会主义经济的可行性。路德維希·馮·米塞斯和弗里德里希·哈耶克等奥地利学派经济学家是对社会主义可行性的主要批判者之一。米塞斯和哈耶克批评称：任何集中控制所有社会生产手段的实体都不可能获得足够的信息以计算出理论上的一般均衡价格，市场决定价格对于任何理性的商品分配都是不可或缺的。
米塞斯和哈耶克承认社会主义经济中通过核算得到均衡价格在理论上的可行性，但却进一步地指出，为实现这种计算，中央计划机构需要进行巨量且费时的计算，以至于获取计算结果时，所有的经济核算数字都已经失去了时效性，因而其核算得出的价格不可能反映实时的供求，所以社会主义核算不具有实际可行性。

### 兰格模型的提出
兰格模型最初为应对奥地利学派的质疑而产生。其由波兰经济学家奥斯卡·R·兰格在1936年提出，随后由H. D. Dickinson、阿巴·勒那 等经济学家不断扩充而形成，涵盖了新古典经济学家维弗雷多·帕累托和里昂·瓦尔拉斯的理论，强调帕累托均衡的重要性。在帕累托均衡条件下，任何改变都无法使得任何个体不在损害其他个体福祉的情形下变得更好（即从此以后，非损人不能利己）。为达成帕累托均衡，必须要有一定的条件，因而里昂·瓦尔拉斯称只要能满足这一系列的条件，便能实现帕累托均衡，故而即便是公有制的社会主义经济也可以产生资本主义经济一样的理性价格机制。这一理论极大推动了市场社会主义理论的发展。
阿巴·勒那的写作极大程度上影响了兰格的思想。阿巴·勒那在1938年出版的《社会主义经济理论》促使兰格重写了自己前几年关于市场社会主义的论述，重编于其1938年的书中。《社会主义经济理论》反映了兰格关于社会红利支付的思考。阿巴·勒那在1944年出版的《控制经济学》则进一步指出兰格模型中的投资必然会被政治化。尽管兰格和勒纳称之为“市场社会主义”，但其实质为一种中央计划机构控制投资和资本品、市场调控劳动力和消费品的计划经济。维弗雷多·帕累托和里昂·瓦尔拉斯则进一步提出，中央计划机构通过试错的途径不断刺激市场供需信号。

### 理论影响
兰格的理论模型从未被实施过，即便是在兰格的故乡——二战后一直实施苏联式经济计划的波兰。
这一模型常与社会主义匈牙利的新经济机制（亦称卡达尔·亚诺什治下的匈牙利人民共和国所谓的古拉什共产主义）类比，但是后者并非纯粹的兰格式社会主义。有学者认为，兰格模型对中国特色社会主义具有一定借鉴意义。

## 基本理论

兰格模型各机构之间联系

兰格模型英文图示

兰格模型包含三个基本的决策层级：最底层为企业和家庭，中间的政府产业部门，最高层级的中央计划机构：中央计划机构相对任意地划定消费品的初始价格，并通知生产商；国有的生产者依照边际成本进行生产以使得成本最小化；政府的各个产业部门决定产业的生产规模的增减；家庭决定如何分配收入以及劳动力的供应。

### 机构
兰格模型的核心机构有三个，即中央计划机构、不同经济部门的政府产业部门、由工人民主管理的国有企业。

#### 中央计划机构
中央计划机构有三项核心功能：
- 将商品价格设定为其边际成本

- 调整价格以取得商品和服务的市场出清价格
- 依照目标增长率进行经济收益的再投资

### 价格试错
由于价格由中央计划机构“人为”设定以达到计划增长目标，因而市场上的供需不可能一开始就出于均衡状态。为实现生产和需求的均衡，以避免生产过剩或者生产不足，兰格模型采取了一种试错途径：如果某一商品有富余，则中央计划机构会降低其价格，反之则增加其价格，直至供需达到均衡。

### 社会红利的分配
中央计划机构除了设定价格以外，还负责分配社会红利。由于所有非劳动生产要素为公有，这些要素的租金和收益亦为公有。故此，这些收益将会依照个人依赖社会资本和自然资源所取得收入的比例被分配给个人，从而补充工人们的以薪资为主的收入。

## 批评
米尔顿·弗里德曼批判兰格模型的方法论：这一模型建立于理想世界的模型之上，并非对真实世界的普遍化，因此这一模型无法被证伪。弗里德曼亦批判模型的逻辑：任何企业国有制都要求政府不断的强制力干预，故而凡个人开立私有企业，必然会被国家侵占或者关闭，或者用强制力以威胁私有企业。

### 文内注记
1. ↑  Bator, Francis M. . The Quarterly Journal of Economics. August 1958, 72 (3): 351–379. JSTOR 1882231. doi:10.2307/1882231.
2. 1 2  杨斌; 赵红清. . 理论观察. 2015, (5): 70-71.
3. 1 2 3   张自庄. . 经济学动态. 1979, (11).
4. 1 2  杨日鹏. . 山东大学. 2010  [2019-03-03]. （原始内容存档于2019-06-08）.
5. ↑   Lange, O 1937 On the Economic Theory of Socialism II The Review of Economic Studies V4 N 123-142
6. ↑  Lerner, A 1944 The Economics of Control
7. ↑  Hodgson, G. M. . Economy and Society. 1998, 27 (4): 407–433. doi:10.1080/03085149800000027.
8. ↑  Yunker, James A. . Journal of Economic Issues. 1995, 29 (3): 683–717. JSTOR 4226984. doi:10.1080/00213624.1995.11505705.
9. ↑  Wolf, Thomas. "The Lessons of Limited Market-Oriented Reform" (1991), The Journal of Economic Perspectives, Vol. 5, No. 4 (Autumn, 1991), pp. 45-58
10. 1 2 3 4  Roberts, P.C., 1971. Oskar Lange's theory of socialist planning. Journal of Political Economy, 79(3), pp.562-577.
11. ↑  On the Economic Theory of Socialism, by Lange, Oskar. 1936. The Review of Economic Studies, Vol. 4, No. 1: "It seems, therefore, convenient to regard the income of consumers as being composed of two parts: one part being the receipts for the labour services performed and the other part being a social dividend constituting the individual's share in the income derived from the capital and the natural resources owned by society."
12. ↑  Friedman, Milton. . The American Economic Review: 613–631.   [2019-03-03]. （原始内容存档于2020-08-09）.

### 参阅书目
- Gregory, Paul R.; Robert C. Stuart. . Boston, MA: Houghton Mifflin Company. 2004. ISBN 0-618-26181-8.
- Kowalik, Tadeusz (1987). "Lange-Lerner mechanism," The New Palgrave: A Dictionary of Economics, v. 3, pp. 129–30.
- Roemer, John (1994). A Future for Socialism, Verso Press.
- Stiglitz, Joseph E. . Cambridge, MA: MIT Press. 1994. 0-262-19340-X.
- Lo, Dic; Russell Smyth. . Cambridge Political Economy Society. 2004, 28 (6).
- Lange, O. . Review of Economic Studies. 1935, 2 (3): 189–201. doi:10.2307/2967586.
- Lange, O. . The Review of Economic Studies. 1936, 4 (1): 53–71. doi:10.2307/2967660.
- Lange, O 1938 On the Economic Theory of Socialism B Lippincott ed. University of Minnesota Press
- Lange, O 1940 Letter to FA Hayek, translated by Thadeusz Kowalik
- Lange, O 1942 Economics of Socialism Journal of Political Economy 50(2):299-303
- Lange, O 1957a Political Economy of Socialism, reprinted in Kowalik 1994
- Lange, O 1957b. Role of Planning in a socialist economy, reprinted in Kowalik 1994
- Lange, O 1967 The Computer and the Market in Socialism, Capitalism, and Economic Growth Feinstein Ed. Reprinted in Economic Theory and Market Socialism T Kowalik ed. Edward Elgar pub.
- Lerner, A. . The Review of Economic Studies. 1934, 2 (1): 51–61. doi:10.2307/2967550.
- Lerner, A. . The Review of Economic Studies. 1936, 4 (1): 72–76. doi:10.2307/2967661.
- Lerner, A. . The Economic Journal. 1937, 47 (186): 253–270. doi:10.2307/2225526.
- Lerner, A. . The Review of Economic Studies. 1938, 6 (1): 71–5. doi:10.2307/2967541.
- Lerner, A. . The American Economic Review. 1972, 62 (1-2): 258–266.
- Lerner, A. . The American Economic Review. 1977, 67 (1): 235–243.
- MacKenzie, DW, 2006 Oscar Lange and the Impossibility of Economic Calculation, Studia Economicze
- MacKenzie, DW Social Dividends, Entrepreneurial Discretion, and Bureaucratic Rules
- MacKenzie, DW Capital and Income in Democratic Socialism
- MacKenzie, DW Trial and Error in the Socialist Calculation Debate
- Roberts, Paul Craig. . Journal of Political Economy. 1971, 79 (3): 562–77. ISSN 1537-534X. JSTOR 1830772. doi:10.1086/259768 –JSTOR.
- Rosefielde, Steven. . Soviet Studies（英语：Soviet Studies）. 1973, 25 (2): 229–43. ISSN 0038-5859. JSTOR 150886. doi:10.2307/150886 –JSTOR.
- Shleifer, Andrei; Robert W. Vishny.  (可移植文档格式). The Journal of Economic Perspectives（英语：The Journal of Economic Perspectives）. 1994, 8 (2): 165–76  [2019-03-03]. doi:10.1257/jep.8.2.165. （原始内容存档于2019-03-06）.

## 拓展阅读
- Post-Lange Market Socialism: An Evaluation of Profit-Oriented Proposals （页面存档备份，存于） by James A. Yunker
- Revisiting the Socialist Calculation Debate: The role of markets and finance in Hayek's response to Lange's challenge, by Paul Auerbach and Dimitris Sotiropoulos
- Oskar Lange and the Impossibility of Economic Calculation by D.W. MacKenzie
- Capital and Income in Democratic Socialism （页面存档备份，存于） by D.W. MacKenzie
- Trial and Error in the Socialist Calculation Debate （页面存档备份，存于） by D.W. MacKenzie